# Poliester
Poliester so polimerne umetne snovi, narejene s polikondenzacijo karboksilnih kislin z večvalentnimi alkoholi, zanje je značilna estrska −CO−O− skupina. 
Četudi obstaja več vrst poliestra, se poimenovanje največkrat uporablja za vrste sintetičnih tkanin in za specifični material polietilentereftalat (PET). Značilnosti poliestrov imajo lahko tudi nekateri drugi materiali. Naravni poliestri in tudi nekateri sintetični so biorazgradljivi, vendar pri večini ni tako. 

## Uporaba
Poliester se uporablja za izdelavo umetnih vlaken, plovil in drugih struktur iz armiranega (ojačanega) poliestra, največ pa v tekstilni industriji, podobno kot poliamid, npr. za izdelavo oblačil in obutve. Kakovost poliestrskih tkanin je predvsem odvisna od tehnologije in načina združevanje z ostalimi vlakni. Med oblačili so lahko iz poliestra različne bunde, hlače, jakne, anoraki, oblačila za prosti čas, odeje, pa tudi prevleke tapeciranega pohištva, podloge za računalniške miške in drugo. Med tem, ko tkanine iz umetnih materialov pogosto definirajo za manj naravne v primerjavi tistimi iz volne, lanu ali bombaža, imajo tkanine z dodanim poliestrom določene prednosti glede izboljšane odpornosti, trajnosti in obstojnosti barvanja. Zaradi tega se poliestrska vlakna uporabljajo skupaj z naravnimi vlakni zlasti za izdelavo tkanin z večjo odpornostjo pred vodo, vetrom in podobno. Poliestri se prav tako uporabljajo za proizvodnjo t.i. PET plastenk, filmskih trakov, ponjav in zaščitnih pokrival, kanujev, zaslonov s tekočimi kristali, filtrov, izolacijskih trakov in drugega.
Prav tako se uporabljajo pri končni proizvodnji visokokvalitetnih izdelkov iz lesa, kot so kitare, klavirji in za notranjo opremo vozil ter plovil.

## Poliestri v naravi
Poliestri, ki se pojavljajo v naravi, se nahajajo v kutinskem delu rastlinske povrhnjice, ki je sestavljena iz omega hidroksidnih kislin in njihovih derivatov, med seboj povezanih preko estrskih vezi, ki tvorijo poliestrske polimere nedoločene velikosti. Poliestre proizvajajo tudi čebele iz rodu Colletes, ki izločajo celofanu podobno poliestrsko podlogo za svoje celice podzemne zalege.

## Proizvodnja
Letno se proizvede več kot 63 milijonov ton poliestrov, kar 49% vseh umetnih vlaken pa danes predstavljajo poliestri. 

## Vrste poliestrov

### Nezasičeni poliestri
(ang. unsaturated polyester) so  linearni nizkomolekularni duroplastni polimeri, ki imajo v molekulah nezasičene C=C (dvojne) vezi.

### Zasičeni poliestri
Od zasičenih poliestrov (ang. saturated polyester) so najvažnejši alkidne smole, polikarbonati in polietilentereftalat.
Alkidne smole (ime izhaja iz alcohol in acid) so razvejeni poliestri z nizko molekulsko maso, topni v večini organskih topil. So najpomembnejša skupina sintetičnih veziv za barve in lake.
Polikarbonati (PC) so sintetični materiali, linearni poliestri ogljikove kisline in dihidroksilnih spojin (aromatskih ali alifatskih).
Polietilentereftalat (PET) je delno kristaliničen polimer z izvrstnimi mehanskimi lastnostmi (razen odpornosti pred udarci), ima majhno prepustnost za pline in nizko absorpcijo vode. Kemijsko je zelo obstojen, tudi proti atmosferskim vplivom, v običajnih topilih ni topen. Mehanske in toplotne lastnosti se lahko še izboljšajo z dodatkom steklenih vlaken.
Oblikuje se z injekcijskim stiskanjem ali pihanjem, tudi ekstrudiranjem. Lahko ga metaliziramo ali barvamo s posebnimi barvili, veliko se uporablja za tekstilna vlakna, magnetne trakove, embalažo (PET plastenke), tehnične predmete...
Dakron je umetno poliestrsko vlakno z značilnostmi polietilentereftalata, ki ga je v začetku 50-ih let preteklega stoletja pričela proizvajati ameriška firma Du Pont.